# Oribatula niliaca
Oribatula niliaca är en kvalsterart som först beskrevs av Bayoumi 1980.  Oribatula niliaca ingår i släktet Oribatula och familjen Oribatulidae. Inga underarter finns listade i Catalogue of Life.